# جولیانو لازا
جولیانو لازا (انگلیسی: Giuliano Laezza؛ زادهٔ ۲۳ دسامبر ۱۹۹۳) بازیکن فوتبال اهل ایتالیا است.
از باشگاه‌هایی که در آن بازی کرده‌است می‌توان به باشگاه فوتبال رجینا و باشگاه فوتبال ناپولی اشاره کرد.